# Diadelia punctifrons
Diadelia punctifrons là một loài bọ cánh cứng trong họ Cerambycidae.